# 富本憲吉

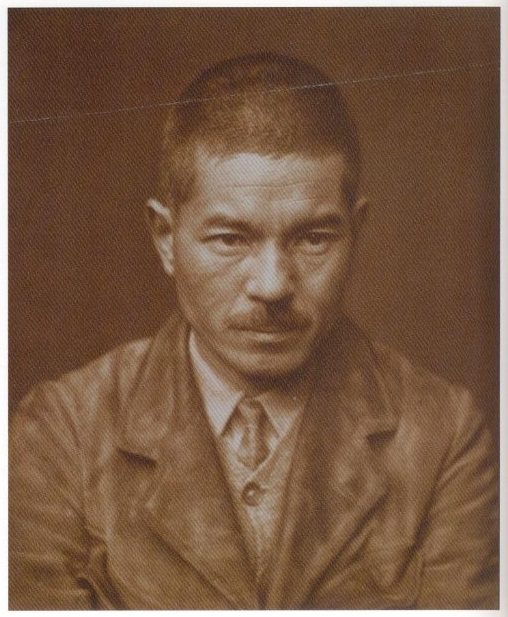
富本憲吉

富本 憲吉（とみもと けんきち、1886年（明治19年）6月5日 - 1963年（昭和38年）6月8日）は、日本の陶芸家。人間国宝、文化勲章受章者。尾竹紅吉は妻。映画監督・テレビ演出者の富本壮吉は長男。

## 経歴

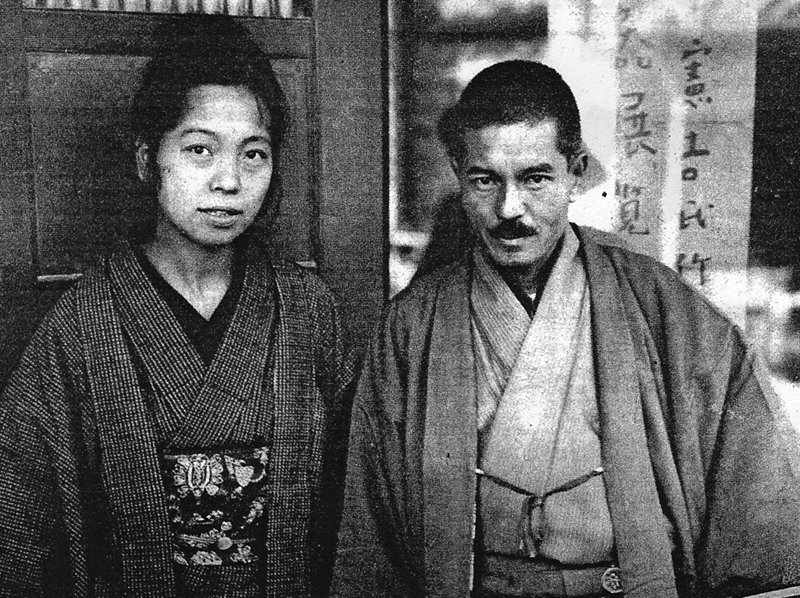
妻の富本一枝とともに（1923年11月6日）

大阪府平群郡安堵村（現・奈良県生駒郡安堵町）の大地主の家に生まれ、幼少より絵を学ぶ。東京美術学校図案科に入学して建築、室内装飾を専攻。在学中にウィリアム・モリスの工芸思想に影響され1908年（明治41年）、卒業前にロンドンへ私費留学（留学中に卒業）。ヴィクトリア&アルバート美術館に日参し、アーツ・アンド・クラフツの作品にふれる。ロンドンで建築家・新家孝正と出会い、写真助手としてインドを巡る。実家から帰国命令が届いたため1910年（明治43年）帰国。清水組（現・清水建設）に入社するが、ほどなく退社。1912年（明治45年）『美術新報』に「ウイリアム・モリスの話」を発表。
その間、来日していたバーナード・リーチと出会い、交友を深めてゆく。リーチは陶芸に熱中しており、陶芸家の六代目尾形乾山に学んでいた。富本も影響を受けて興味を持つようになり、1913年（大正2年）に故郷の裏庭に簡単な窯を作り楽焼作りを始める。1914年（大正3年）『青鞜』の同人で「新しい女」として評判だった尾竹紅吉（尾竹一枝）と結婚する。
1915年（大正4年）、故郷奈良に本格的な窯を築きいっそう創作に励む。独学で多くの技術を身に付けたという。陶磁器の研究のため信楽、瀬戸など各地の窯場や朝鮮半島にも足を運ぶ。また、奈良の陶芸家今西洋が波佐見・中尾山で収集した「くらわんか茶碗」の破片などを今西洋の仕事場で「肥前中尾山　茶碗集」としてスケッチし、雑誌『工藝』に寄稿する。李朝に影響された物や民芸調の作品を制作する中で、白磁の焼成に成功する。ほぼ大正年間に重なるこの時期を、富本の「大和時代」ともいう。
1926年（大正15年）、奈良から世田谷に住まいを移し窯を築く。（以後を「東京時代」ともいう）。主に白磁、染付の作品を制作。この時点ではまだ世に知られる存在ではなかったが、1927年（昭和2年）の特別展で評判を得た。昭和10年代は本格的に色絵磁器の制作に励んでいる。このころは柳宗悦の民藝運動にも共感を寄せているが、のちに訣別する。
長く在野だったが、1935年（昭和10年）帝国美術院（日本美術院、帝国芸術院の前身）の改革に伴い会員に選ばれる。1944年（昭和19年）には東京美術学校教授になっている。第二次世界大戦中は疎開のため生徒とともに一時高山に移っている。終戦後の1946年（昭和21年）に美術学校および芸術院会員を辞し、家族とも別れ京都へ移る。（以後を「京都時代」ともいう）。色絵に加えて金銀を同時に焼き付けるという技法・金銀彩を完成させ、羊歯文様などによる独自の作陶様式を確立した。
1949年（昭和28年）京都市立美術専門学校（現京都市立芸術大学）客員教授、1950年（昭和29年）京都市立美術大学教授。1955年（昭和30年）2月15日には重要無形文化財「色絵磁器」保持者としていわゆる人間国宝に認定された（前年の文化財保護法改正によって新設された重要無形文化財の保持者認定制度発足後に最初に認定された人間国宝の一人）。晩年の1961年（昭和36年）に文化勲章を受章。その2年後に満77歳で死去した。

## 著書
- 『窯辺雑記』　文化生活研究会、1925年、のち文化出版局、1975年
- 『楽焼工程』　采文閣、1930年
- 『製陶余録』　昭森社、1940年、のち文化出版局、1975年
- 『陶器 随筆集』　朝日新聞社、1948年

## 関連書
- 辻本勇 編『富本憲吉著作集』（五月書房、1981年）
- 『南薫造宛富本憲吉書簡』（奈良県立美術館（大和美術史料）、1999年） - 富本は南の2歳下で専攻も異なるが、東京美術学校時代から親しくしていた。学生時代から大和時代の書簡を収めている。
- 『富本憲吉の絵手紙』（二玄社、2007年）

## 作品集
- 『富本憲吉陶器集』　内藤匡 編、美術出版社、1956年
- 『富本憲吉模様選集』　中央公論美術出版、1957年
- 『自選富本憲吉作品集』　朝日新聞社、1962年
- 『富本憲吉作品集』　美術出版社、1971年
- 『富本憲吉陶芸作品集』　美術出版社、1974年
- 『富本憲吉  陶芸の世界』　世界文化社（Culture Books）、1980年
- 『富本憲吉陶磁文様集』　辻本勇 編、五月書房、1981年
- 『富本憲吉の陶磁器模様』　グラフィック社、1999年

## 展覧会
- 『近代陶芸の巨匠  富本憲吉展』 群馬県立近代美術館、1985年頃
- 『富本憲吉展』 東京国立近代美術館、1991年
- 『モダンデザインの先駆者  富本憲吉展』 朝日新聞社文化企画局大阪企画部、2000年頃
- 『富本憲吉と瀬戸』 瀬戸市歴史民俗資料館、2001年1月
- 『人間国宝の日常のうつわ』 東京国立近代美術館、2004年
- 『生誕120年近代陶芸の巨匠  富本憲吉』 佐野美術館、2006年4月
- 『富本憲吉と一枝  — 暮らしに役立つ美しいもの —』 富山市民俗民芸村内 陶芸館、2011年9月

## 生家
奈良県生駒郡安堵町の自宅跡はかつて富本憲吉記念館となっていたが2012年に閉館し、2017年1月にレストランとホテルから成る「うぶすなの郷 Tomimoto」に改装された。奈良市のホテル経営「ワールド・ヘリテイジ」（川井徳子社長）が訪日富裕層らの集客を視野に「１日２組限定、２食付き宿泊費１人５万円から」の高級旅館として運営。

## 関連文献
- 中山修一「富本憲吉と一枝の家族の政治学(1)」『表現文化研究』第8巻第1号、神戸大学表現文化研究会、2008年11月、43-75頁、doi:10.24546/81002892、hdl:20.500.14094/81002892、ISSN 13468103、CRID 1390572174881053184。
- 中山修一「富本憲吉と一枝の家族の政治学(2)」『表現文化研究』第8巻第2号、神戸大学表現文化研究会、2009年3月、159-200頁、doi:10.24546/81002899、hdl:20.500.14094/81002899、ISSN 13468103、CRID 1390572174881055616。
- 中山修一「富本憲吉と一枝の家族の政治学(3)」『表現文化研究』第9巻第2号、神戸大学表現文化研究会、2010年3月、129-164頁、doi:10.24546/81002907、hdl:20.500.14094/81002907、ISSN 13468103、CRID 1390572174881045120。
- 中山修一「富本憲吉と一枝の家族の政治学(4)」『表現文化研究』第9巻第2号、神戸大学表現文化研究会、2010年3月、165-202頁、doi:10.24546/81002908、hdl:20.500.14094/81002908、ISSN 13468103、CRID 1390009224927621888。